# A Moment of Stillness
A Moment of Stillness (с англ. — «Момент спокойствия») — мини-альбом ирландской пост-рок-группы God Is an Astronaut, вышедший в 2006 году. «Forever Lost (Reprise)» — новая версия песни «Forever Lost» с альбома All is Violent, All is Bright.

## Запись
Альбом записан на студии Quill Lane Studio в 2005 году.
По словам Торстена Кинселла: «Альбом A Moment of Stillness был примером продолжения наработок All is Violent, All is Bright, пока мы продолжили пытаться и экспериментировали стилистически, одновременно музыкально оставаясь верными себе. Записывая этот альбом, мы слушали первые записи Pink Floyd, мы смотрели концерт „Live at Pompeii“, и нам понравилась такая космическая, органическая атмосфера, так что это повлияло на пластинку».

## Список композиций
1. Frozen Twilight — 6:19 (Торстен Кинселла/Нильс Кинселла/Ллойд Ханни)
2. A Moment of Stillness — 4:46 (Торстен Кинселла/Нильс Кинселла/Ллойд Ханни)
3. Forever Lost (Reprise) — 5:35 (Торстен Кинселла/Пэт О’Доннелл/Нильс Кинселла/Ллойд Ханни)
4. Elysian Fields — 3:24 (Торстен Кинселла/Пэт О’Доннелл/Нильс Кинселла/Ллойд Ханни)
5. Crystal Canyon — 2:00 (Торстен Кинселла/Нильс Кинселла/Ллойд Ханни)

## Участники записи
- Торстен Кинселла — вокал, гитары, клавишные;
- Нильс Кинселла — бас-гитара, гитары;
- Ллойд Ханни — барабаны, синтезаторы.
- Дополнительная гитара на Elysian Fields — Пэт О’Доннелл
- Продюсирование, микширование и мастеринг — God Is an Astronaut
- Дополнительное микширование и продюсирование — Пэт О’Доннелл
- Оформление — God Is an Astronaut.